# Железная дорога Арика — Ла-Пас
Железная дорога Арика — Ла-Пас — частично рабочая железнодорожная линия длиной 440 км на территории Боливии и Чили. Была построена чилийским правительством в соответствии с Договором о мире и дружбе, подписанным в 1904 году после Второй тихоокеанской войны. Идея дороги заключалась в том, чтобы предоставить Боливии доступ к морю для экспорта. На строительство дороги ушло семь лет, было потрачено 2,75 млн фунтов стерлингов, что в пересчёте на нынешнюю валюту составляет около $300 млн.
Железная дорога разделена между двумя странами примерно пополам: 205 км находятся на территории Чили и 235 км на территории Боливии. Также это одна из самых высоких и крутых железных дорог в мире — она поднимается на высоту более 4200 метров, а в некоторых точках уклон превышает 6 %.
Открытие произошло 13 марта 1913 года.
В 1996 году было закрыто пассажирское сообщение из-за отсутствия спроса. Дорога эксплуатировалась до 6 февраля 2001, когда была частично разрушена из-за наводнения реки Льюта в Чили.
В октябре 2005 года железная дорога прекратила свою деятельность из-за банкротства управлявшего им концессионера. В период с 2010 по 2012 год подрядчик Comsa, нанятый правительством Чили, восстановил инфраструктуру и удалил почву, загрязнённую минеральными остатками, с земель, окружающих дорогу в Арике. Общая стоимость реабилитации составила около $45 млн. По дороге прошли пробные поезда. К столетию железной дороги чилийский участок был в полностью рабочем состоянии.